# Structure quaternaire
Pour les articles homonymes, voir Quaternaire (homonymie).
 (décembre 2021).
Si vous disposez d'ouvrages ou d'articles de référence ou si vous connaissez des sites web de qualité traitant du thème abordé ici, merci de compléter l'article en donnant les références utiles à sa vérifiabilité et en les liant à la section « Notes et références ».

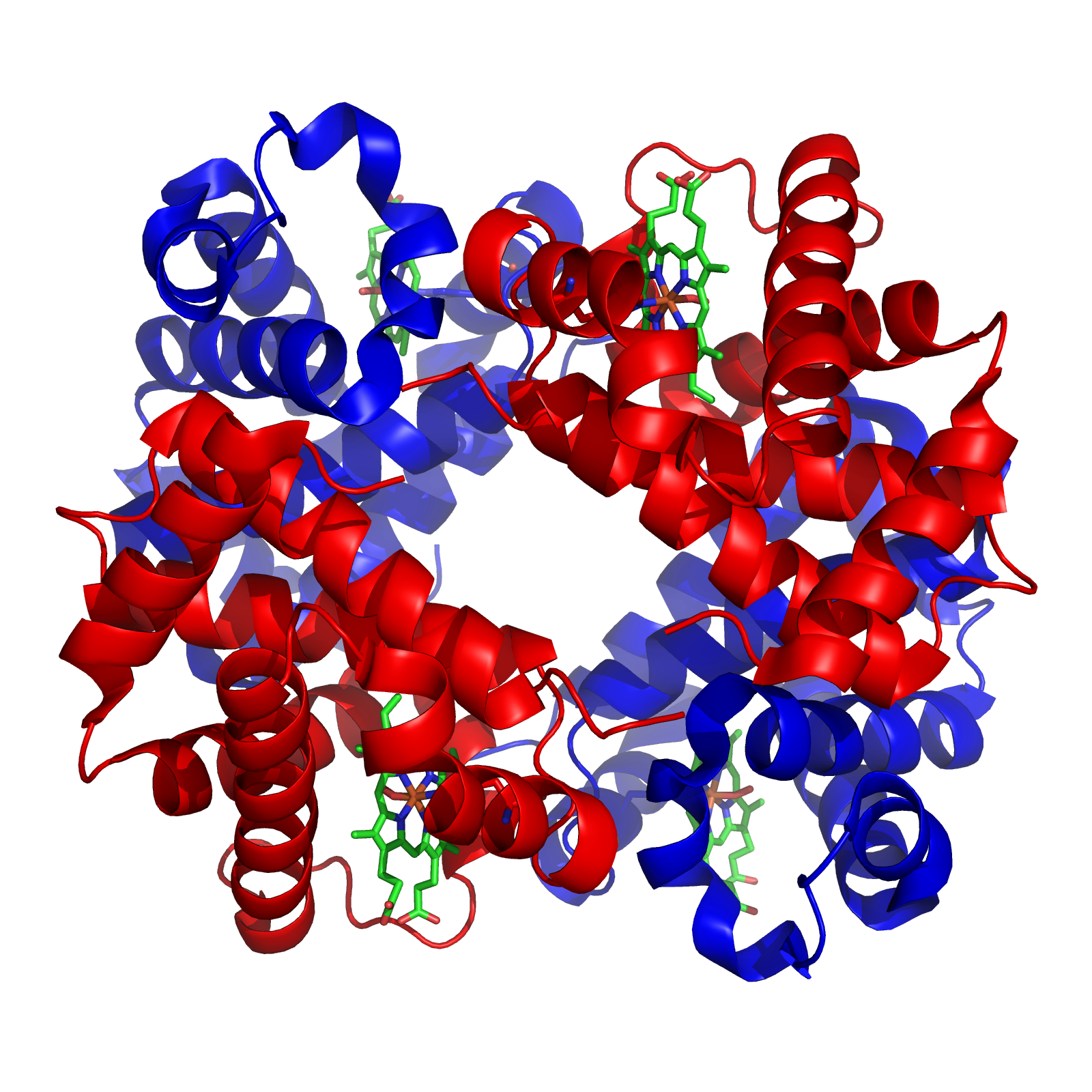
Structure quaternaire de l'hémoglobine humaine. Deux sous-unités α et deux sous-unités β forment le tétramère fonctionnel de l'hémoglobine. Elles sont arrangées avec un enchaînement de type αβαβ.

La structure quaternaire d'une protéine multimérique est la manière dont sont agencées les différentes chaînes protéiques, ou sous-unités, à l'état natif les unes par rapport aux autres. Ce qualificatif ne s'applique qu'aux protéines multimériques, c'est-à-dire ne contenant pas qu'une seule sous unité. Ainsi on distingue les dimères (deux sous-unités), les trimères (trois sous-unités), les tétramères (quatre sous-unités), etc.

## Description
La structure quaternaire est la structure fonctionnelle des protéines oligomériques.
De manière générale, la structure quaternaire confère à la protéine sa fonction, mais il existe des exemples de protéines actives en dehors de leur complexe quaternaire. L'agencement des sous-unités peut conférer au complexe quaternaire un axe ou point de symétrie, mais ce n'est pas nécessaire.
Le principal élément de stabilisation des structures quaternaires est l'effet hydrophobe entre les acides aminés non polaires : les parties hydrophobes des monomères s'agglutinent de manière à minimiser leur surface exposée au solvant (effet entropique moteur de l'effet hydrophobe). Des forces électrostatiques peuvent aussi stabiliser la structure ainsi que des liaisons hydrogène. On peut observer dans des rares cas des ponts disulfures reliant entre elles deux sous-unités, comme c'est le cas de l'insuline.
L'allostérie traite de la régulation des propriétés enzymatiques d'une protéine multimérique. En termes de structure quaternaire, l'allostérie peut être appréhendée comme la conséquence du mouvement relatif d'un monomère sur les propriétés du multimère. L'hémoglobine fournit un tel exemple bien étudié, mais ce n'est pas le seul.